# 雷法
雷法是指道教中一種可以祈晴雨、止澇旱的法術。該法將内丹與符籙、咒術融為一體，既講存思、存神、内丹修煉，又講祈禳斋醮、符籙咒法，是道教諸方術的融合體。關於行使雷法的資深道士，被尊稱為法官。
雷法的法官根據天人感應的思想，認為人可以感通天地，影響自然。《道法會元》卷一《法序》說：“了一心而通萬法，則萬法無不聚於一心，返萬法而照一心，則一心無不定於萬法。”認為只要行法者有很深的内煉工夫，就可召喚風雷、祈求晴雨。

## 法派延流
在众多的道教流派中，对道教雷法的形成及发展，以神霄派、清微派的贡献最为显著。北宋以来，由于众多道门人士的倡导，雷法一度盛行天下，成为道教法术的代表。其法主要载于《道法会元》、《清微丹诀》、《法海遗珠》等书中。
蒙元時全真教亦繼承了雷法，如丘處機再傳弟子劉志貞、李志常弟子高志條都擅行雷法。全真教永樂宮三清殿有雷部諸神壁畫。

## 修煉過程
不论何派雷法，雷法是唤雨，均以内炼为本、外用为末。雷霆起于五行，“人能聚五行之气为五雷，则雷法乃先天之道，雷神乃在我之神。”雷法行持，有立极之说，即无极生太极。无极为原始状态，先天一气由无极而动，生为太极，才可发用，此即丹气充盈、动而致用。各派雷法都有自己的特点。神霄派天乙门雷法的修炼，分为三个步骤，即：“五雷邪法”、“五雷正法”、“五雷道法”，统称为「五雷法」。天乙门修雷法之初，先从邪法起修，因法本无正邪之分，关键在于掌握法的人如何运用。修“五雷邪法”时，修者的性格脾气变得古怪异常；邪法修好后，开始修“五雷正法”，修此法时，人的脾气变得异常爆烈；正法修好后，修习「五雷道法」，此时，人的性格变得平淡而祥和。这个过程，即是「以邪入正，以正修道，以道合真」的过程。雷法道士声称雷法之所以能“以我之真气合天地之造化”，“嘘为云雨，嘻为雷霆”，在于平时善“养浩然之气”与内丹修炼。

## 類似論說
道教中符箓、雷法等与现代气功外气作用有一些相似。